# Charles Brehm
Charles Brehm (1925-8 de agosto de 1996) fue un testigo del asesinato de John F. Kennedy cometido en la Plaza Dealey de Dallas (Texas), el 22 de noviembre de 1963.
Brehm estaba con su hijo Joe —de 5 años de edad— en el área de hierba situada al norte de la plaza, un poco al sur de la curva sur de Elm Street, en la acera enfrentada a la posición de Abraham Zapruder y el montículo de hierba de la Plaza Dealey. La pareja puede verse claramente en la película de Zapruder, en el fotograma z-285.
Brehm era un veterano de la II Guerra Mundial, que había servido en los Rangers y combatido en el Día D. Posteriormente había luchado en la guerra de Corea.
Cuando la limusina presidencial giro desde Main Street hacia Houston Street, Brehm y su hijo observaban desde un cruce del lado noroeste. Después de que Kennedy tomase la curva, Brehm y su hijo corrieron rápidamente a través del césped hacia la curva sur de Elm Street para poder echar otro vistazo al presidente. Se situaron al otro lado de la calle donde estaban Bill Newman y Gayle Newman, con sus dos hijos; a unos 20° al NE de Jean Hill y Mary Moorman en el momento en el que la comitiva tomó lentamente la curva de 120° que unía Houston Street con Elm Street. La misteriosa Lady Babushka estaba a su espalda y un poco a la derecha.
Brehm dijo que el presidente estaba cerca, a unos 30° de su posición, cuando su hijo comenzó a saludarle efusivamente. Afirmó haber oído el primer disparo en el momento en que Kennedy empezaba a devolver el saludo. En la película grabada por Zapruder se observa que el presidente no saluda a la multitud hasta el fotograma z-171, justo después de haber pasado tras el ramaje de un castano que ocultaba (fotogramas Z 162 - Z 208) su figura a cualquier observador situado en el depósito de libros.
Brehm declaró ante el FBI que «podía ver muy claramente la cara del Presidente, que estaba sentado, pero inclinado hacia delante, visiblemente agarrotado», y que «parecía haber quedado paralizado por un momento», aunque el primer disparo que Brehm había afirmado oír fue el primero que impacto al presidente y al que según las pruebas documentales reaccionó instantáneamente.
Cuando el presidente estaba a unos cinco metros de distancia pasada la posición de Brehm, este creyó oír un segundo disparo que alcanzó al Presidente Kennedy en la cabeza. Brehm declaró haber visto cómo «el pelo del presidente salía volando», y «fragmentos» y «pedazos del cráneo y el cerebro salían despedidos» hasta «rodar a su lado», cuando el presidente Kennedy se «derrumbó hacia un lado». 
La declaración jurada firmada por Brehm el 22 de noviembre de 1963 ante la policía de Dallas está actualmente en paradero desconocido.
En la película documental «Rush to Judgement» (en español, «Juicio precipitado»; 1966), cuando describe la «nube» de sangre y hueso proyectada por el disparo que Kennedy recibió la cabeza, Brehm afirmaba explícitamente que le llamó especialmente la atención un pedazo que voló en su dirección, «cayendo desde lo alto en la curva donde yo estaba», que «parecía proceder de la izquierda, y de atrás». «Señor, fuera lo que fuese lo que vi caer, subió en el aire y cayó desde esa dirección en la curva en la que estaba».
Charles Brehm estaba situado detrás, y a la izquierda del presidente cuando Kennedy fue alcanzado en la cabeza.
Minutos después del atentado, Brehm permanecía aún en la Plaza Dealey, y según sus declaraciones recogidas por un periodista, sostenía que «al parecer los disparos provenían de enfrente, o del lado derecho del presidente».
En su declaración ante el FBI, del 24 de noviembre de 1963, y durante el falso juicio televisado en 1987 («El juicio de Lee Harvey Oswald»), Brehm afirmó que en su opinión los disparos procedían del depósito de libros o del edificio Dal-Tex.
En 1988, Brehm le dijo al escritor Larry Sneed que 

«después de que el vehículo hubiese pasado el edificio, yendo en nuestra dirección, oí un...ruido sorprendente, y (el presidente) se llevó las manos a la garganta, quedando como momentáneamente paralizado...y cuando hubo pasado la zona frente a mí, el segundo disparo que dañó, considerablemente, la parte superior de su cabeza...el coche inició una maniobra evasiva, y entonces hubo un tercer disparo. ¡Ese tercer disparo me asustó de veras! Sonó de un modo completamente distinto, pues debió pasarme realmente cerca, como sabe cualquiera que haya disparado en el ejército, o haya estado bajo fuego enemigo como yo he estado en tantas ocasiones. Sabes cuándo una bala te ha pasado cerca, el sonido crujiente que causa, y esa bala tenía un sonido totalmente crujiente. Creo que ese (tercer) disparo era una bala perdida. No alcanzó a nadie. No creo que pudiese haber alcanzado a nadie. Pero fue algo terrorífico para mí, porque había el primer disparo ya había alcanzado al presidente, y el segundo había destrozado su cabeza, así que ¿porqué era necesario ese tercer disparo? El tercer disparo me asustó mucho más que los otros dos, así que agarré a mi chico y le arrojé al suelo, porque no sabía si podíamos entrar en un tiroteo en cualquier momento».

Al igual que muchos otros testigos, Brehm declaró recordar haber oído claramente otro disparo después del que le voló la cabeza a Kennedy, y aunque ese tercer disparo no alcanzó a nadie sí fue motivo suficiente para hacerle echarse cuerpo a tierra para proteger a su hijo.
Charles Brehm no fue llamado a testificar públicamente ante la Comisión Warren, pero un extracto de su declaración pasó a los informes oficiales del proceso.